# Politische Verfassung der Vereinigten Mexikanischen Staaten

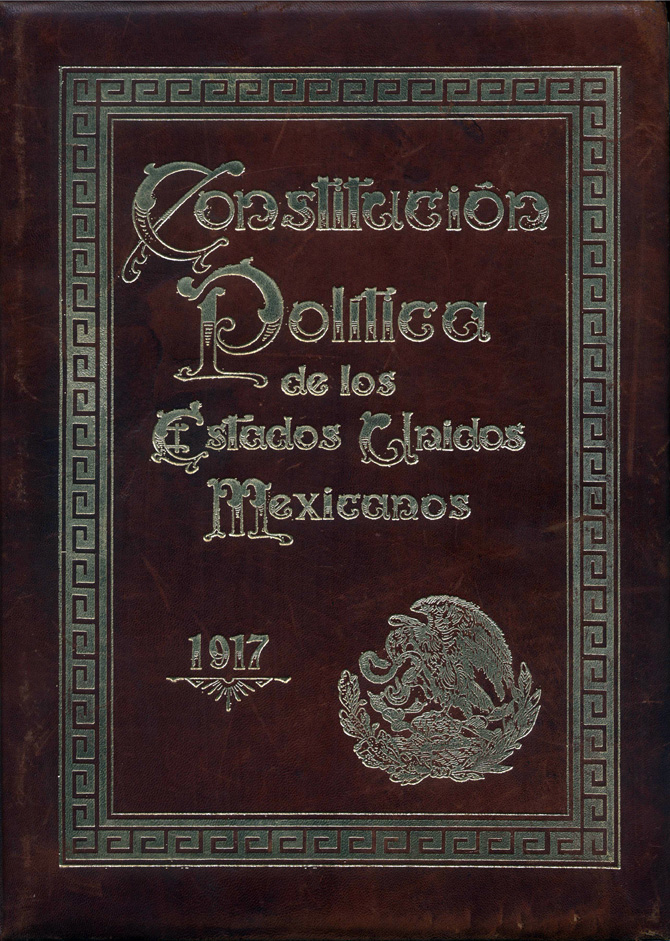
Original der mexikanischen Verfassung von 1917

Die Politische Verfassung der Vereinigten Mexikanischen Staaten entstand infolge der mexikanischen Revolution, wurde 1916/17 von einer Verfassungsgebenden Versammlung in Santiago de Querétaro erarbeitet und am 5. Februar 1917 ratifiziert. Sie ist noch heute in Kraft, wurde aber über 150 Mal geändert. In den 1990er Jahren wurden die Artikel 27 und 123 im Zuge der ökonomischen Neuausrichtung geändert. Zudem wurde das Verhältnis von Staat und Kirche neu geordnet.

## Entstehung
Die Verfassung stellte einen Kompromiss verschiedener Interessensgruppen dar, weshalb sie antiklerikale, nationale, antiimperialistische, republikanische, paternalistische und sozial-reformistische Elemente enthält. Dazu kommen aber auch liberale Elemente wie die bürgerlichen Freiheitsrechte, Rechtssicherheit, das allgemeine Wahlrecht, das bis 1953 jedoch auf Männer beschränkt blieb, Sozialstaatlichkeit und die Garantie des Privateigentums, wobei auch weitere Eigentumsformen als verfassungsgemäß anerkannt wurden. Artikel 27, der längste Artikel der mexikanischen Verfassung, schreibt dem Staat das Eigentum an Land und Wasser zu mit dem Recht, die Bewirtschaftung an Privatpersonen und Kollektive zu übertragen. Dieser Artikel sollte primär die Macht der Großgrundbesitzer limitieren. Ein ähnliches Ziel zeigt sich in Artikel 123, in dem Arbeitnehmerrechte festgeschrieben werden. Die Verfassung enthielt auch weitreichende Beschneidungen der Rechte der katholischen Kirche. Deren Einfluss auf die Politik sollte dadurch eingeschränkt werden.

## Inhalt
Nach der Verfassung von 1917 ist Mexiko eine präsidiale Bundesrepublik. Der Präsident ist Chef der Bundesregierung und zugleich oberster Repräsentant des Staates. Er wird direkt vom Volk für eine einzige, sechs Jahre dauernde Amtszeit, das so genannte sexenio, gewählt. Das Verbot der Wiederwahl ist in der Verfassung festgeschrieben. Ein vorzeitiges Ende der Amtszeit ist nicht vorgesehen und tritt nur im Todesfall ein. Der Präsident vereint eine besonders hohe Machtbefugnis. Er besitzt das Initiativrecht bei Gesetzgebungsverfahren und ein Vetorecht bei Gesetzesinitiativen aus dem Kongress. Darüber hinaus ist der Präsident Oberbefehlshaber des mexikanischen Militärs und ernennt dessen höchste Ränge, eine Reihe hoher Staatsbeamter und den Generalstaatsanwalt. Mit Zustimmung von Kongress und Ministerrat kann der mexikanische Präsident den Notstand verhängen. Er hat das Recht zur Initiative für Kriegserklärungen, gibt die Richtlinien der Außenpolitik vor und unterzeichnet internationale Verträge.

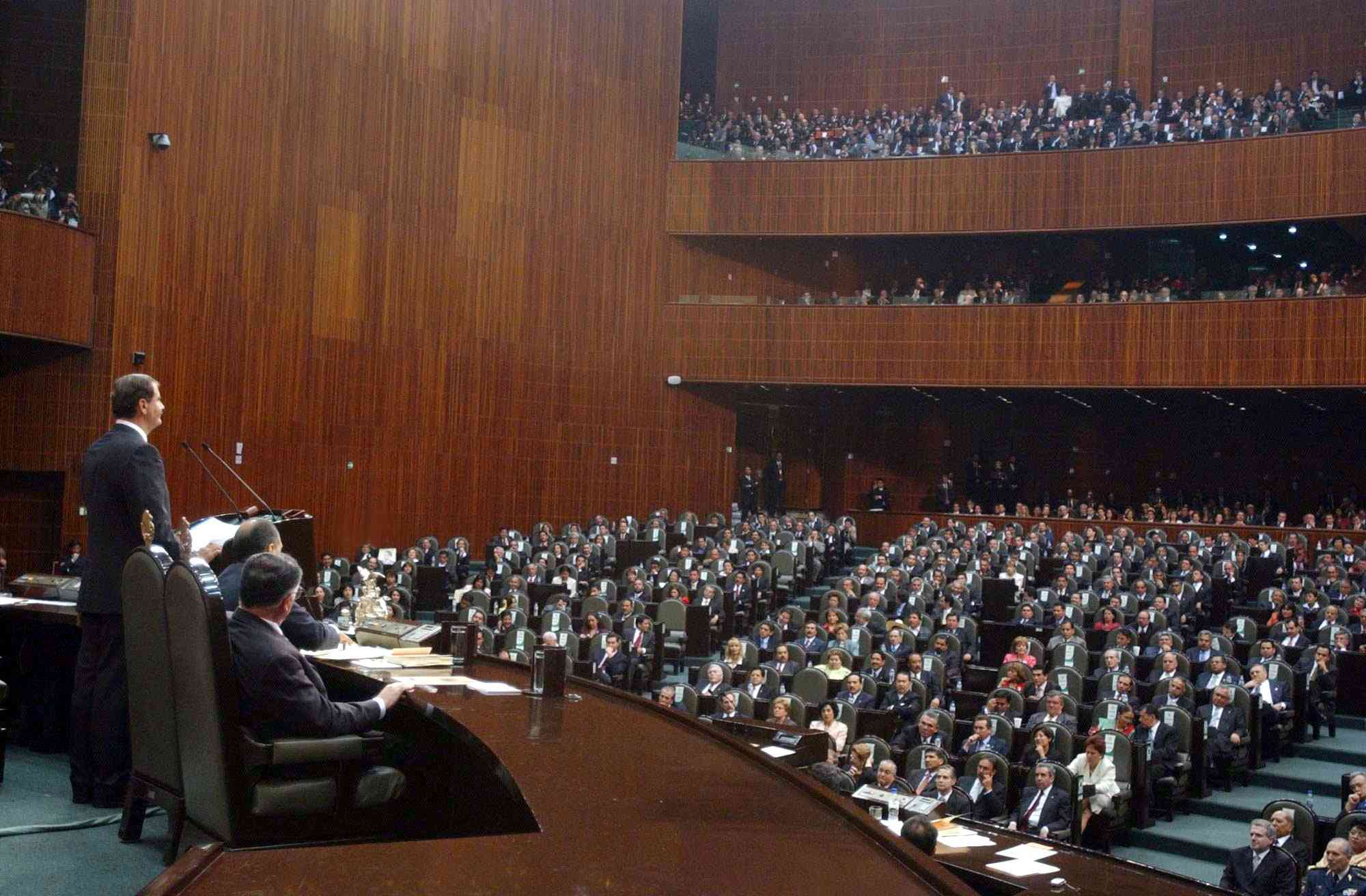
Mexikos Präsident Vicente Fox (2000–2006) spricht vor dem mexikanischen Parlament

Der Kongress der Union Mexiko (Congreso de la Unión) gliedert sich in zwei Kammern. Das Abgeordnetenhaus umfasst 500 Mitglieder, der Senat besteht aus 128 Senatoren. Die 500 Abgeordneten werden alle drei Jahre gewählt. 300 von ihnen werden in einer Direktwahl (Personenwahl) bestimmt, 200 über Listenplätze (Mehrheitswahl) gewählt. Die Senatoren werden auf sechs Jahre gewählt. In jedem der 32 Bundesstaaten werden drei Senatoren bestimmt, zwei von ihnen nach Mehrheitswahlrecht, der dritte Senatorenposten wird der jeweils stärksten Oppositionspartei zugesprochen. Die 32 übrigen Senatorenplätze werden national nach einem proportionalen Repräsentationssystems vergeben. Die Abgeordneten und Senatoren dürfen wie auch der Präsident nach ihrer Amtszeit nicht wiedergewählt werden. Die wichtigste Funktion des Abgeordnetenhauses ist die jährliche Untersuchung, Diskussion und Verabschiedung des Bundeshaushalts, wobei eine Ablehnung nicht vorgesehen ist. Die wichtigste Befugnisse des Senats sind hingegen die Zustimmung zu internationalen Verträgen und die Autorisierung von Truppenentsendungen ins Ausland. Darüber hinaus sind Aufgabenbereiche des Kongresses das Erlassen von Gesetzen und Dekreten, die ökonomische, territoriale und politische Organisation des Landes, die Zustimmung zu Kriegserklärungen, Bildungsförderung und Arbeitsgesetzgebung.
Die Gouverneure der Bundesstaaten werden direkt vom Volk gewählt, sind aber in ihrem Handlungsspielraum stark limitiert und auf das Wohlwollen des Präsidenten angewiesen.

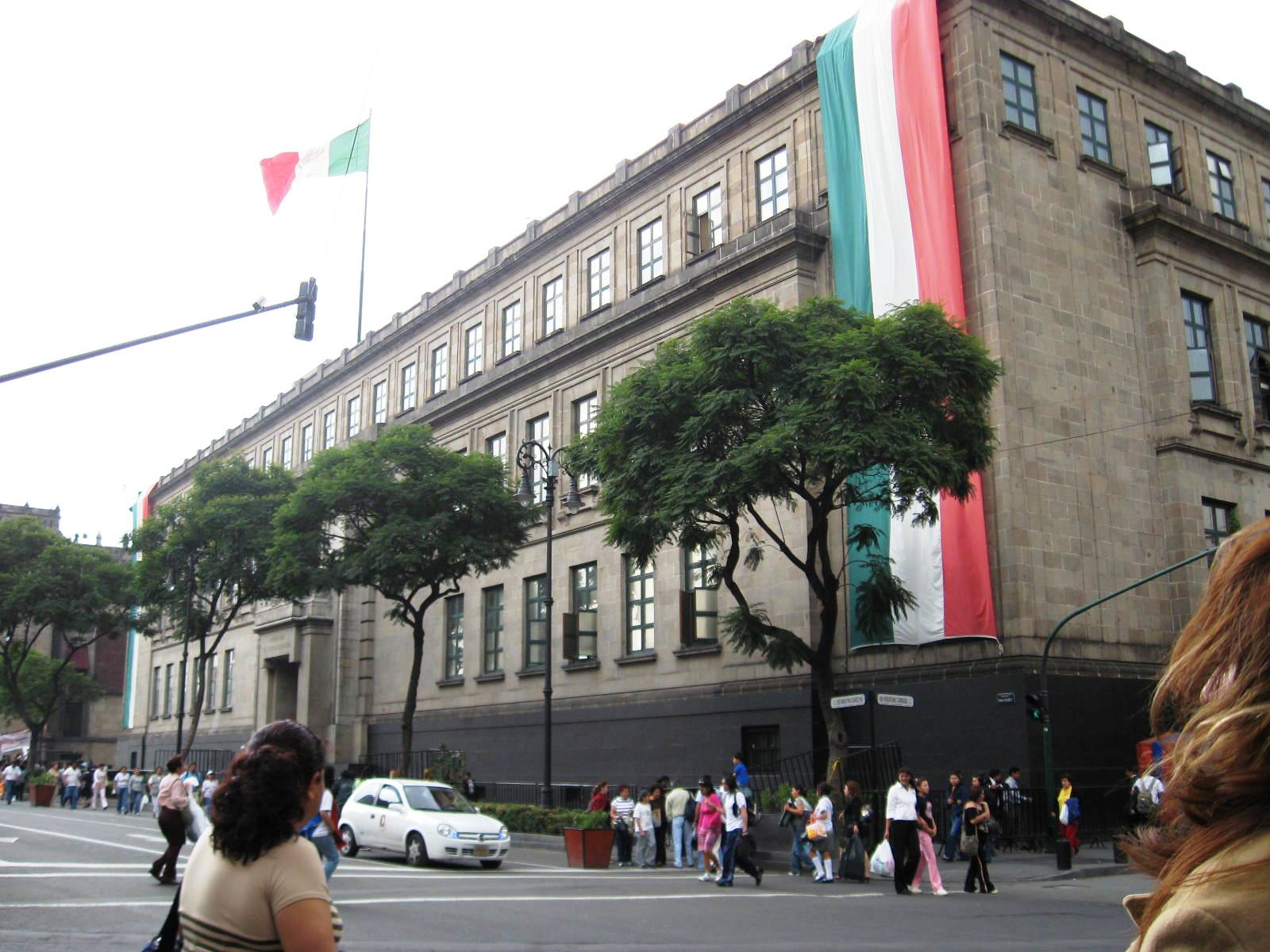
Der Sitz des Suprema Corte de Justicia de la Nación (SCJN) in Mexiko-Stadt

Der Oberste Gerichtshof Mexikos ist der Suprema Corte de Justicia de la Nación. Er setzt sich aus elf Bundesrichtern (Ministros) zusammen, die vom Präsidenten vorgeschlagen werden und vom Senat bestätigt werden. Ihre Amtszeit ist auf 15 Jahre begrenzt, der Präsident des Gerichts wird aus ihrer Mitte für vier Jahre bestimmt und darf anschließend nicht direkt wiedergewählt werden.